# Manu Houdart
Emmanuël Houdart, dit Manu Houdart, est un enseignant et vulgarisateur scientifique belge, spécialisé dans les mathématiques, né en 1976, à Mons.

## La Maison des Maths
Après une licence et une agrégation en mathématiques obtenus à l'université de Mons, il devient enseignant dans le secondaire en 1999. En 2003, il crée l'association Entr'aide pour soutenir les élèves en difficulté et se voit remettre le prix de l'Innovation pédagogique par la reine Paola. En 2015, il fonde la Maison des Maths (MdM) de Quaregnon en s'inspirant du MoMaths de New York et du Mathematikum de Giessen. Il dirige la MdM de 2015 à 2018.
En 2017, il reçoit le prix du Wallon de l'année décerné par l'institut Destrée.

## Very Math Trip
En 2017, il crée son one-man-show, Very Math Trip, mis en scène par Thomas le Douarec. Le spectacle présente les mathématiques de façon étonnante à travers de nombreux effets qu'il baptise « effet Waooh ». Jusqu'en 2019, il joue principalement dans des établissements scolaires ainsi que lors d'événements culturels scientifiques,. En 2019, le spectacle est joué au festival d'Avignon. En 2020, Very Math Trip devait être joué au théâtre du Gymnase Marie-Bell ainsi qu'au festival d'Avignon, mais est déprogrammé en raison de la crise sanitaire. En réaction, il crée alors en juin 2020 sa chaîne YouTube.
En 2019, il publie un livre éponyme, Very Math Trip, aux éditions Flammarion.